# Bo Jacobsen (skakspiller)
 For alternative betydninger, se Bo Jacobsen (flertydig). (Se også artikler, som begynder med Bo Jacobsen)
Bo Jacobsen (født 12. december 1948) er en dansk skakspiller og tidligere danmarksmester i skak (1976).

## Karriere
I midten af 1970'erne var Jacobsen en af de stærkeste danske skakspillere. Han deltog ved finalerne af danmarksmesterskabet i skak og vandt i 1976.
Han har spillet for Danmark ved skakolympiaden:
- I 1974 på andet reservebræt i Nice (+7, =4, -3).

Jacobsen spillede for Danmark i European Team Chess Championship:
- I 1970 på fjerde bræt i Kapfenberg (+0, =2, -5).

I 2009 deltog Jacobsen ved World Senior Chess Championship i Condino og fik en delt 3.-9.-plads.